# South American Mission Society

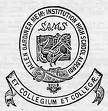
sceau du SAMS

La South American Mission Society (en français : Association Missionnaire d'Amérique du Sud) est une association anglicane créée en 1844 à Brighton sous le nom de Patagonian Mission Society (en français : Association Missionnaire de Patagonie) sous l'impulsion d'Allen Gardiner, ancien officier de la marine britannique, afin d'évangéliser les peuples aborigènes de Patagonie. 
Elle reçut son nom actuel, traduisant un élargissement de son champ d'action, en 1864 ; elle est toujours active aujourd'hui en Amérique latine.

## Histoire
L'idée de la fondation de cette association remonte au voyage d'exploration de Robert FitzRoy en 1830, et à son retour en 1833 pendant lequel il amena en Angleterre quatre fuégiens enlevés à leur peuple. Leur séjour en Angleterre avait suscité un grand intérêt public.
Gardiner entreprit lui-même, tout au long du détroit de Magellan plusieurs tentatives missionnaires restées sans résultat positif, en 1842, 1844/45 et en 1848. Il mourut de faim avec ses six compagnons lors d'une nouvelle tentative d'établissement en Terre de Feu en 1851. La nouvelle de la mort de ces hommes ne fit que stimuler la générosité de l'association qui, sous l'autorité du Révérend George Packenham Despard, finança peu de temps après un navire baptisé Allen Gardiner, sous le commandement de William Parker Snow afin de poursuivre les efforts. 
Les îles Falkland devaient servir de base arrière aux tentatives missionnaires d'évangélisation. 